# قبل أن أسقط
قبل أن أسقط (بالإنجليزية: Before I Fall)‏ هو فيلم درامي أمريكي للمراهقين أصدر في عام 21 يناير 2017 وهو ثالث فلم من إخراج المخرجة راي روسو يونغ، كتبت سيناريو الفيلم الكاتبة ماريا ماجينتي استناداً على رواية «بيفور آي فول» التي صدرت في 2010 من تأليف الكاتبة لورين أوليفر. الفيلم من بطولة زوي دويتش، هلستون سيج، لوغان ميلر، ديجو بونيتا، جينيفر بيلز ومجموعة كبيرة من النجوم الشباب.
ويتناول الفيلم معنى الوقت وفلسفة البقاء على قيد الحياة بالنسبة للشباب وكيف يرون التعلق بها خاصة إذا تعرضوا لمشاكل أو حوادث مميتة، ويركز على جانب من فهم المراهقين للحياة دون الاستخفاف بآرائهم وأحلامهم وتطلعاتهم.

## القصة
تعود أحداث الفيلم المقتبس من رواية، إلى يوم 12 فبراير، الذي كان يعتبر يوماً عادياً في حياة فتاة حتى تحول إلى آخر أيام حياتها، وبينما يتكرر هذا اليوم لمدة أسبوع بشكل يصعب فهمه، تحاول الفتاة معرفة اللغز حول وفاتها وتكتشف كل شيء كادت أن تفقده.
الفتاة تدعى سامانثا كينغستون تملك كل شيء جميل، عندها أصدقاء رائعون وحبيب مخلص، ومستقبل يبدو واعداً، لكن كل شيء يتغير عقب ليلة مصيرية، حيث تستيقظ سام بلا مستقبل تقريبا؛ فهي محاصرة في حلقة مفرغة، تعيد عيش ذات يومها مراراً وتكراراً حتى تبدأ بالتساؤل عن حياتها التي كانت من قبل.

## الممثلين
- زوي دويتش في دور سامانثا كينغستون
- اريكا تريمبلاي في دور إيزي كينغستون (الأخت الصغرى لسامانثا)
- هلستون سيج في دور ليندسي إدجيكومبي
- لوغان ميلر بدور كينت مكفولر
- سينثي وو في دور ألي هاريسكيان
- كيان لاولي بدور روب كوكران
- ميداليون راهيمي بدور إيلودي
- ديغو بونيتا بدور السيد دايملر
- إينا كامبوريس بدور جوليت سيكيس
- ليف هيوسون بدور آنا كارتولو
- نيكولاس ليا بدور دان كينغستون (والد سامانثا)
- جينيفر بيلز بدور والدة سامانثا
- روان كورتيس بدور ماريان سايكس

## معنى الفيلم
إن فيلم “قبل أن أسقط” هو بحث صريح عن الخروج من حالة اللاستقرار إلى حالة الاستقرار بمفهومها الإنساني؛ وذلك في فترة عمرية حرجة (المراهقة) تعيشها بطلة الفيلم سامانثا وباقي صديقاتها الثلاث، بمختلف تبعاتها الاجتماعية والثقافية والنفسية والسلوكية. وقد حاول المخرج راي روسو يونغ في فيلمه، التطرق بتفصيل لهذه الفترة العمرية بنوع من المسح البصري المعتمد على سميوطيقا اللون (اللون الأزرق، اللون الرمادي، اللون الأحمر..) الموظف بصرياً، وسيكولوجياً التوظيف الموسيقي، ابتغاء تقريب المتلقي المفترض إلى اهتزازاتها واضطراباتها. إضافة إلى إشعاره بمدى خطورتها على الشباب غير المؤطر أخلاقياً، وذلك من خلال توالي اللقطات والمشاهد الفيلمية المعبرة عن حالة من القلق والتوتر واللامعنى الوجودي والأخلاقي المعاش من قِبل سامانثا؛ على الرغم من توفرها على كل الظروف الحياتية المواتية مادياً، من: مسكن فخم وسط أحياء راقية تشمل فيلات ومنتجعات، سهرات ليلية باذخة، ألبسة، مؤسسات، مناظر طبيعية مفتوحة..إلخ.
هذا ما تنقله إلينا عدسة المخرج توضيحاً وتذليلاً على أن الجوانب المادية لم تقف حصناً منيعاً أمام فوضى اللاستقرار التي تعيشها بطلة الفيلم بمعية صديقاتها المقربات، وباقي شباب شمال غرب المحيط الهادي فضاء تصوير الفيلم.
بمعنى مغاير، فسامانثا أضحت قضية المخرج، التي تتسرب منها باقي القضايا، قضايا الفراغ الروحي، وطغيان الفلسفة المادية في الحياة المعاصرة، مما جعل الإنسان، خاصة الأميركي، عرضة لروتينية الحياة، فجل أيامه تتكرر في غياب اللمسة الإنسانية المبنية على الإيثار والرحمة والإحسان.
وكأن المخرج يريد أن يعرّي الضمير الجمعي للمجتمع الأميركي عبر الفرد ومآسيه؛ بالقول إن مقياس الطمأنينة والاستقرار النفسي والروحي للإنسان، غير مرتبط البتة بما يحوزه من ماديات، فبطلتي سامانثا تمتلك الغنى والشهرة.. إلا كيمياء الاستقرار النفسي والروحي؛ لذلك نرى أنه يقدم طرحة بلغة الصورة السينمائية عن الأسباب الحقيقية وراء هذا القلق، الذي يأتي في شكل أحلام متكررة تؤرق البطلة “ساماناث” وتؤدي بها إلى التفكير في التحرر والانعتاق من سجن الأنانية، وطرق أبواب التصالح مع الذات ومع الآخر (أسرتها، أصدقاؤها، معارفها).

## الإنتاج

### التصوير
يعتمد الفيلم على تصوير رئيسي، بدأ تصوير الفيلم في 16 نوفمبر 2015 في سكواميش في جامعة كويست وأيضاً صوروا بعض المشاهد في فانكوفر.
إنتهى تصوير الفيلم في 19 ديسمبر 2015.

## الإصدار
أصدرت نسخة الدي في دي والبلو راي في 30 مايو 2017 في الولايات المتحدة الأمريكية بواسطة يونيفرسال ستوديوز.

## وصلات خارجية
- قبل أن أسقط على موقع IMDb (الإنجليزية)
- قبل أن أسقط على موقع ميتاكريتيك (الإنجليزية)
- قبل أن أسقط على موقع روتن توميتوز (الإنجليزية)
- قبل أن أسقط على موقع نتفليكس (الإنجليزية)
- قبل أن أسقط على موقع قاعدة بيانات الأفلام العربية
- قبل أن أسقط على موقع ألو سيني (الفرنسية)
- قبل أن أسقط على موقع Turner Classic Movies (الإنجليزية)
- قبل أن أسقط على موقع أول موفي (الإنجليزية)
- قبل أن أسقط على موقع بوكس أوفيس موجو (الإنجليزية)
- قبل أن أسقط على موقع فيلمافينيتي (الإسبانية)